# Stefan Wisniewski
Stefan Werner Wisniewski (født 8. april 1953 i Klosterreichenbach) er et tysk forhenværende medlem af den såkaldte anden generation af Rote Armee Fraktion.
Wisniewski indgik i Kommando Siegfried Hausner, der 5. september 1977 kidnappede den tyske arbejdsgiverorganisationsformand og tidligere SS-officer Hanns-Martin Schleyer. Wisniewski blev pågrebet i Paris i 1978 og dømtes i 1981 til fængsel på livstid. Han blev benådet i 2003.
I 2007 fortalte RAF-medlemmerne Peter-Jürgen Boock og Verena Becker, at Wisniewski også var involveret i attentatet og drabet på Siegfried Buback i 1977. Denne sag eftersøges i øjeblikket af politiet.